# Aeroportul Internațional Del Caribe "Santiago Mariño"
Aeroportul Internațional Del Caribe "Santiago Mariño" (IATA: PMV, ICAO: SVMG) este un aeroport din Insula Margarita, Nueva Esparta, Venezuela ce deservește zona Porlamar⁠(d).
Situat la o altitudine de 23 m, aeroportul dispune de o singură pistă.